# Església de Sant Joan Baptista (Benissanet)
Sant Joan Baptista és una església catalogada a l'Inventari del Patrimoni Arquitectònic de Catalunya al sud del nucli urbà de la població de Benissanet, delimitada pels carrers del Bonaire i del Perelló. A la plaça de l'Església, al centre de la vila, es dreça el temple parroquial de Sant Joan Baptista, edificat després de la guerra civil de 1936-39 al lloc que ocupava l'antiga església, destruïda en dinamitar el campanar el 1936 i pels bombardejos de la batalla de l'Ebre, juntament amb altres cases (Ca la Taverna, ca Quelet, ca la Modista i ca Toledano), sobre el pati de les quals es començà a edificar la nova església l'any 1943 i que es va consagrar l'any 1949. D'aquesta capella destaca una pintura del barceloní Joan Commeleran.
L'antiga església datava del segle xviii i es va bastir mitjançant el patronatge dels templers. Aquesta tenia un campanar barroc de planta quadrada, un portal de tipus classicitzant de mig punt entre semi pilastres i un frontó triangular.

## Arquitectura
Església de tres naus amb capçalera semicircular. La nau central està coberta per una volta de canó decorada amb llunetes i dividida en cinc tramades per arcs torals acanalats, inclosa la coberta del presbiteri. Aquesta volta arranca d'una cornisa motllurada que recorre tot el perímetre de l'edifici i està sostinguda per pilastres adossades. Les naus laterals estan cobertes per petites voltes de canó amb llunetes i s'obren a la nau central mitjançant arcs de mig punt amb l'intradós decorat per cassetons. Als peus del temple hi ha el cor alt. Des de la nau lateral del costat de ponent s'accedeix a la capella dedicada a Pius X. Està dividida en dues sales cobertes per voltes de canó amb llunetes, la principal dividida en dues tramades per un arc toral de les mateixes característiques que els de les naus laterals. Tot el temple s'il·lumina mitjançant obertures rectangulars, algunes amb vitralls acolorits, situades a l'interior de les llunetes, inclosa la capella anterior. La façana principal presenta un petit nàrtex situat davant la porta del temple, que és d'arc de mig punt. Damunt seu hi ha un rosetó motllurat emmarcat per dos voladissos de teula àrab. Tant la nau de llevant com el campanar, situat a ponent, sobresurten de la línia de façana marcada per la nau central, emmarcant així el nàrtex. La nau presenta una única finestra de mig punt, amb l'ampit motllurat. El campanar, de planta quadrada, consta de tres cossos superposats en gradació. El basament presenta la mateixa alçada que la teulada de la nau central, rematat per una cornisa motllurada i obert per dues finestres de punt rodó disposades a diferent nivell. El segon cos, rematat per un voladís de teula àrab, conté dos rellotges ubicats a les façanes nord i oest. L'últim cos presenta obertures de mig punt a cada façana per les campanes, i està rematat per una cornisa motllurada amb la coberta piramidal de teula. La construcció està arrebossada i pintada.
Per acabar, provinent de l'ermita del Pilar del mateix terme, destaca el retaule renaixentista de Santa Bàrbara, ubicat al bell mig de la nau lateral de llevant. S'hi representa la imatge de la santa emmarcada pels sants Isidre i Antoni Abat i, a la part inferior, la representació dels seus martiris. A la part superior hi ha la data 1626.